# Boothstraat 10
Boothstraat 10 is een monumentaal pand gelegen aan de Boothstraat te Utrecht. Dit pand heeft sinds 1967 de status van rijksmonument met nummer 36026. Het staat in het monumentenregister beschreven als 'Pand met gevel met rechte kroonlijst met blokken en getande randen met 19e-eeuwse deurpartij in het midden'.

## Geschiedenis
Het pand werd omstreeks 1660 als woonhuis gebouwd. De eerste eigenaar was Joost Croese. Tot 1890 was het adres van het huis Boothstraat wijk H no. 599. Bij de omnummering van 1890 werd het adres gewijzigd in Boothstraat 10.
Van 1870 tot 1874 was oud-minister Jacob Petrus Havelaar met zijn gezin woonachtig op Boothstraat 10.
In december 1940 was de Joodse verzetsheld en Engelandvaarder Felix Hendrik Bloemgarten bewoner van het pand. Nadat Bloemgarten vertrokken was naar Canada, ging het pand over naar Ada van Rossem. Zij vestigde hier haar dokterspraktijk. Van Rossem was ook een verzetsstrijder en opereerde vanuit het pand aan de Boothstraat 10 een illegale zender om informatie naar Engeland te verzenden. Op 9 oktober 1944 werd een inval gedaan in het pand en hierbij werd Ada van Rossum opgepakt. Hierna is het pand een aantal jaren een woonhuis geweest. 
In de jaren 1970 werd het een café. Eerst was café De Oude Lantaarn er gehuisvest en daarna café Switch. Het pand is sinds 1996 in gebruik als studentensociëteit van de Navigators Studentenvereniging Utrecht.